# Port lotniczy Ignacio Agramonte
Port lotniczy Ignacio Agramonte – międzynarodowe lotnisko na Kubie, zlokalizowane w mieście Camagüey.

## Linie lotnicze i połączenia
- Aerosur (Miami)
- Air Transat (Montréal-Trudeau, Toronto-Pearson)
- Allegiant Air (Miami)
- American Airlines (Miami)
- American Eagle (Miami)
- Cubana de Aviación (Hawana, Montréal-Trudeau, Toronto-Pearson)
- Sky King (Miami)
- Skyservice (Toronto-Pearson)
- Sunwing Airlines (Bagotville, Montréal-Trudeau, Quebec, Toronto-Pearson, Winnipeg)
- WestJet (Ottawa, Toronto-Pearson)